# Hrádocká venuše
Hrádocká venuše, nebo i Magna Mater (Velká matka), někdy (Pavel Dvořák) i Nitranská venuše, je jedna z nejznámějších slovenských sošek venuše, která je archeologickým nálezem pocházejícím z období neolitu. Nalezena byla v lokalitě Zámeček v Nitranském Hrádku, městské části Šuran.
V letech 1993-2008 byla Hrádocká venuše motivem, který byl vyobrazen na slovenské dvoukorunové minci.

## Naleziště Venuše
Vykopávky na nalezišti Zámeček v Nitranském Hrádku známém také jako „Slovenská Trója“. Jde o terénní tvar, známý jako tell, který po vrstvách vzniká na lidském osídlení. Způsobuje to nahromadění odpadků a jejich vyvyšování nad terén. Jeden z takových tellů skrýval i starověkou Tróju. V roce 1925 začal v této lokalitě výzkum zakladatel slovenské archeologie, Ján Eisner.
V letech 1949-1960 se v této lokalitě uskutečnil nejrozsáhlejší archeologický výzkum pod vedením Dr. Antona Točíka z Archeologického ústavu SAV v Nitře. V průběhu těchto archeologických výzkumů bylo nalezeno asi deset tisíc různých předmětů a jejich zlomků. Sošku našel v té době student, brigádník Vendelín Laca.

## Popis plastiky
Plastika Hrádocké venuše má na výšku 27 cm. Je jedinečným dílem malované keramiky lengyelské kultury. Podle doprovodného materiálu v blízkosti místa, odkud tento archeologický nález pochází, je možné tuto sošku sedící ženy datovat zhruba do období let 4800-3500 před n. l. Vyrobena je z promíchaného písku a je vypálena do cihlově červené barvy. Zvláštností je, že jde o skulpturu, oproti soškám paleolitických venuší štíhlejšího torza ženské postavy, která sedí na stolečku. Prsty na nohou má naznačené rýhami. Zdůrazněny jsou i detaily na stolečku. Hlava skulptury nemá výrazné ženské znaky. Její účes je naznačen rýhami, které jsou ve formě protáhlého trojúhelníku.
Originál Hrádocké venuše se nachází v Hornonitrianském muzeu v Prievidzi. Odlitek této plastiky je součástí expozic několika muzeí. Mezi nejznámější reprodukce Hrádocké venuše patří její vyobrazení na slovenské dvoukorunové minci, která na Slovensku oficiálně platila od roku 1993 až do zavedení eura v lednu roku 2009.

## Památník Hrádocké venuše
V roce 1998 byl v centru obce Nitriansky Hrádok této skulptuře v parčíku odhalen památník, ve kterém se nachází více než dvoumetrová replika sochy Hrádocké venuše. Socha je zasazena uprostřed megalitického půlkruhu, který má evokovat pravěkou atmosféru instalace pomníku. Tvůrcem samotné plastiky je šuranský rodák, akademický sochař Jaroslav Gubric.

## Galerie

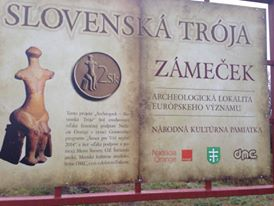
Informační tabule naleziště v lokalitě Zámeček
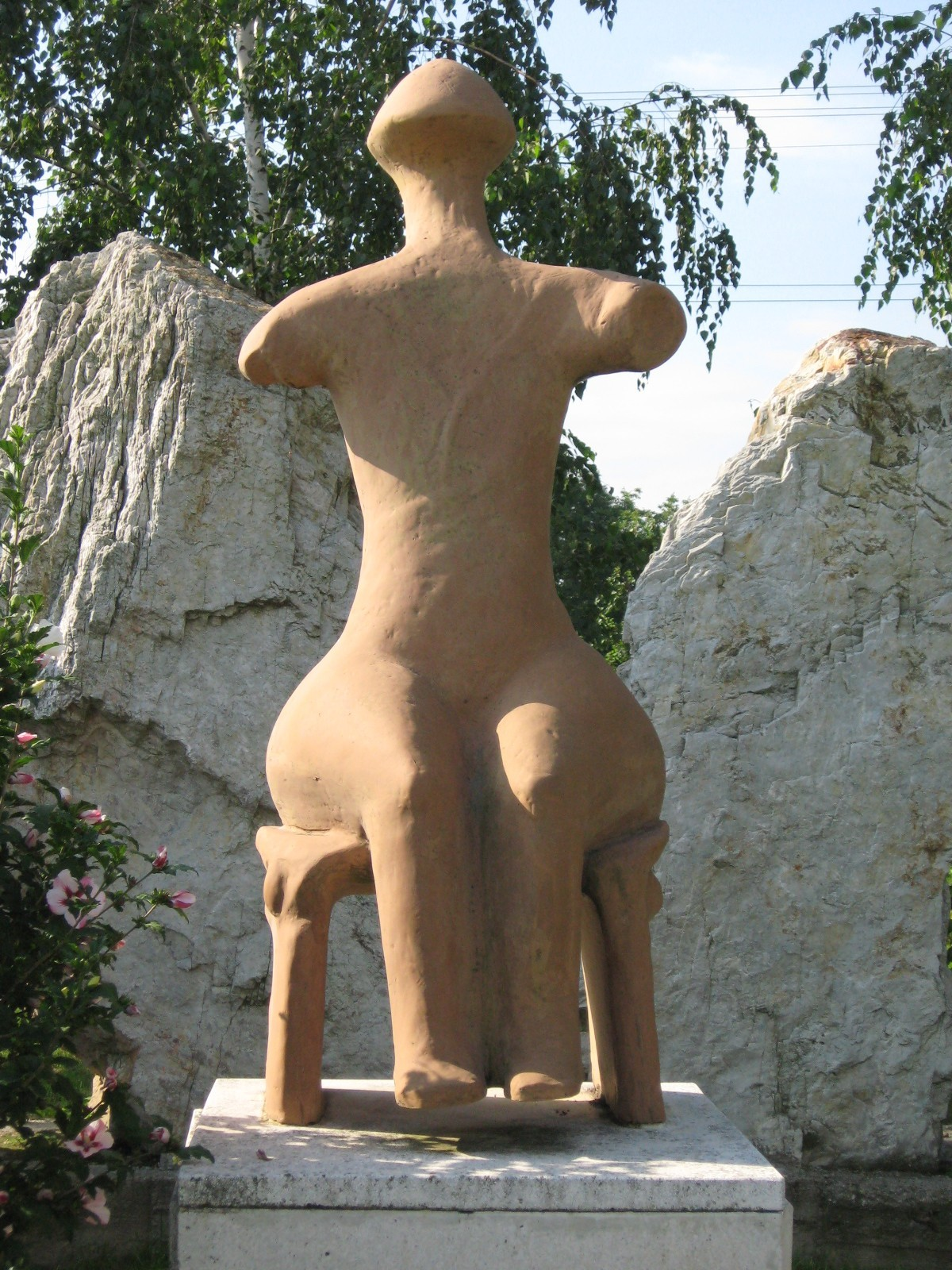
Detail repliky sochy Hrádocké venuše